# Julian May
Julian Clare May (Chicago, 10 de julio de 1931 – Bellevue, 17 de octubre de 2017) fue una escritora de ciencia ficción, fantasía, terror, ciencia y literatura infantil estadounidense que utilizó diversos seudónimos literarios. Es conocida principalmente por su Saga del Exilio en el Plioceno y los libros de la serie Galactic Milieu. 

## Trayectoria
May creció en Elmwood Park, un suburbio de Chicago, siendo la mayor de cuatro hermanos. Sus padres fueron Matthew M. May y Julia Feilen May. De niña era conocida como Judy May. Se involucró en el fandom de la ciencia ficción durante su adolescencia, publicando durante un tiempo el fanzine Interim Newsletter. Vendió su primera ficción profesional, una historia corta llamada "Dune Roller" en 1950 a la revista Astounding Science Fiction de John W. Campbell. La historia apareció en 1951, bajo el nombre de "J.C. May", junto con sus ilustraciones originales. 
Conoció a su futuro esposo, Ted Dikty, algo más tarde ese año en una convención en Ohio. May presidió la Décima Convención Mundial de Ciencia Ficción en Chicago en 1952, convirtiéndose en la primera mujer en presidir una conferencia mundial, y se casó con Dikty en enero de 1953. Después de vender un cuento más, "Star of Wonder" a la revista Thrilling Wonder Stories en 1953, abandonó el campo de la ciencia ficción durante varios años. 
May y Dikty tuvieron tres hijos, el último de los cuales nació en 1958. A partir de 1954, May escribió miles de artículos de enciclopedias científicas para Consolidated Book Publishers. Después de terminar ese proyecto, escribió artículos similares para otras dos editoriales de enciclopedias. En 1957, ella y su esposo fundaron un servicio de producción y edición para pequeñas editoriales, Publication Associates. Los proyectos más notables que May escribió y editó durante este período incluyen dos episodios de la historieta Buck Rogers y un nuevo catecismo católico para Franciscan Herald Press, un editor asociado con la Orden de Frailes Menores.
Entre 1956 y 1981, escribió más de 250 libros para niños y jóvenes, la mayoría de los cuales no son de ficción, bajo su propio nombre y una variedad de seudónimos. Los temas incluyeron ciencia, historia y biografías cortas de celebridades de aquellos días, como atletas y grupos musicales. Su historia "Dune Roller" se filmó en 1972 como The Cremators, en la que se la añadió en los créditos como "Judy Dikty".
Habiéndose mudado a Oregón a principios de la década de 1970, May comenzó a familiarizarse con el mundo del fandom. En 1976, asistió a la Westercon en Los Ángeles, su primera convención de ciencia ficción en muchos años. Hizo un elaborado "traje espacial" con incrustaciones de diamantes para la fiesta de disfraces del evento, que la hizo pensar en qué tipo de personaje usarían ese traje. Pronto comenzó a apuntar ideas para lo que se convertiría en la serie Galactic Milieu, y en 1978 comenzó a escribir lo que sería la Saga del Exilio en el Plioceno. El primer libro de esa serie, La tierra multicolor, fue publicado en 1981 por la editorial Houghton Mifflin. En 1987, continuó la serie con Intervención, finalmente seguida en 1992 (con un cambio en el editor) por la serie Galactic Milieu: Jack the Bodiless, Diamond Mask y Magnificat. 
En agosto de 2015, May fue incluida en el primer Salón de la Fama del Fandom en una ceremonia en la 73a Convención Mundial de Ciencia Ficción. 

### No ficción bajo el seudónimo Lee N. Falconer
- The Gazeteer of the Hyborian World of Conan, (Starmont House, junio de 1977). ISBN 0-916732-01-0.[2]

### Ficción para adultos bajo el nombre de Julian May

#### Saga del Exilio en el Plioceno
1. The Many-Colored Land (La tierra multicolor) (Boston: Houghton Mifflin, 1981). ISBN 0-395-30230-7.
2. The Golden Torc (El torque de oro) (Boston: Houghton Mifflin, 1982). ISBN 0-395-31261-2.
3. The Nonborn King (El Rey nonato) (Boston: Houghton Mifflin, 1983). ISBN 0-395-32211-1.
4. The Adversary (El adversario) (Boston: Houghton Mifflin, 1984). ISBN 0-395-34410-7.

#### La serieGalactic Milieu
1. Intervention: A Root Tale to the Galactic Milieu and a Vinculum between it and The Saga of Pliocene Exile (Boston: Houghton Mifflin, 1987). ISBN 0-395-43782-2. (Lanzado en los Estados Unidos como dos libros de bolsillo producidos masivamente: Surveillance y Metaconcert. Lanzado en el Reino Unido como un solo volumen). Publicado en España en 1989 por la Editorial Ultramar en tres volúmenes: "La Vigilancia", "La Revelación" y "El Metaconcierto". 
  - Surveillance (Intervention no. 1) como libro en rústica separado de Metaconcert.
  - Metaconcert (Intervention no. 2) como libro en rústica separado de Surveillance (Del Rey, 13 de enero de 1989). ISBN 0-345-35524-5.
2. Jack the Bodiless (Nueva York: Knopf, 1991). ISBN 0-679-40950-5.
3. Diamond Mask (Nueva York: Knopf, 1994). ISBN 0-679-43310-4.
4. Magnificat (Nueva York: Knopf, 1996). ISBN 0-679-44177-8.

#### Trillium
La serie Trillium comenzó como una colaboración entre tres escritoras. Después del primer libro, los tres autores continuaron la serie por su cuenta. 
1. Marion Zimmer Bradley, Julian May y Andre Norton, Black Trillium (Nueva York: Doubleday, 1990). ISBN 0-385-26185-3.
2. Blood Trillium (Nueva York: Bantam, 1992). ISBN 0-553-08851-3.
3. Sky Trillium (Nueva York: Del Rey, 1997). ISBN 0-345-38000-2.

#### Los mundos de la muralla
1. Perseus Spur (Nueva York: Ballantine, 1999). ISBN 0-345-39510-7. (Publicado por primera vez en 1998 en el Reino Unido. )
2. Orion Arm (Nueva York: Ballantine, 1999). ISBN 0-345-39519-0.
3. Sagitario Whorl: An Adventure of the Rampart Worlds (Nueva York: Ballantine, 2001). ISBN 0-345-39518-2.

#### Luna boreal
1. Conqueror's Moon (Nueva York: Ace, 2004). ISBN 0-441-01132-2.
2. Ironcrown Moon (Nueva York: Ace, 2005). ISBN 0-441-01244-2.
3. Sorcerer's Moon (Nueva York: Ace, 2006). ISBN 0-441-01383-X.

### Ficción juvenil bajo el nombre de Julian May
Estos libros fueron escritos para Popular Mechanics a fines de la década de 1950. 
1. Hay aventura en los automóviles (Popular Mechanics Press, 1961).
2. Hay aventura en la astronáutica (Popular Mechanics Press, 1961).
3. Hay aventura en ciencias marinas (Popular Mechanics Press, 1959).
4. Hay aventura en aviones a reacción (Popular Mechanics Press, 1959).
5. Hay aventura en geología (Popular Mechanics Press, 1959).
6. Hay aventura en cohetes (Popular Mechanics Press, 1958).
7. Hay aventura en la electrónica (Popular Mechanics Press, 1957).
8. Hay aventura en la química (Popular Mechanics Press, 1957).
9. Hay aventura en la energía atómica (Popular Mechanics Press, 1957).[3]

### Trabajos bajo el nombre de Ian Thorne
- La burbuja (1982).
- La mantis mortal (1982).
- Vino del espacio exterior (1982).
- Frankenstein conoce a Wolfman (1981).
- Criatura de la laguna negra (1981).
- La momia (1981).
- Frankenstein (1977).
- Drácula (1977).
- El hombre lobo (1977).

### Biografías
- Pelé World Soccer Star (1978).